# Тодос Нинков
Тодос Иванов Нинков е български общественик и революционер, деец на Вътрешната македоно-одринска революционна организация.

## Биография
Роден е в 1881 година в Охрид, тогава в Османската империя. Включва се дейно в националноосвободителни борби на българите в Македония и в 1897 – 1898 година влиза във ВМОРО още като ученик в Битолската гимназия. Изключен е от гимназията заради участието си в ученически бунт, избухнал заради борбите с гръцката и сръбската пропаганда в града. В следващата 1898 – 1899 година постъпва в Русенската гимназия, тъй като е изгонен от всички гимназии в Османската империя. В същата година взима дейно участие в образуването на македоно-одрински стрелчески дружества в Свободна България. Завръща се в родния си град девет месеца след приключване на учебната година и в Охрид му е поверено ръководството на две групи на Организацията – една терористическа и една легална. В 1902 година е арестувана голяма част от ръководното тяло на ВМОРО в Охрид, но Нинков успява да избяга в Германия. Там организира събиране на помощи за революционния комитет и за закупуване на оръжие. В 1906 година заминава за кратко в САЩ, където в град Стилтън се включва дейно в обществения живот на македонските българи и образува и организира дружество „Тома Давидов“, а във Филаделфия основава дружеството „Методи Патчев“.
При избухването на Балканската война в 1912 година се връща в София и като доброволец в македоно-одринското опълчение е зачислен към Шеста охридска дружина на опълчението. По време на Първата световна война отново от Германия се връща в София и е зачислен като доброволец към Петдесет и девети пехотен пирински полк на Единадесета пехотна македонска дивизия.
След войната Нинков се завръща в родния Охрид, за да ликвидира имотите си, но не е пуснат да се изсели от новата сръбска власт. Живее 22 години без работа и под постоянен тормоз от сръбските власти, обиски и разпити. По тази причина решава да емигрира в Албания, където живее 8 години, но заявява: „Не съм се отказал да работя за изградяването на Велика България“. Става кметски наместник в Беломорието по време на Българското управление в Македония, Поморавието и Западна Тракия (1941 – 1944), но напуска заради болест.
На 31 март 1943 година, като жител на Охрид, подава молба за народна пенсия, която е одобрена и отпусната от Министерския съвет на Царство България.